# Смерть на Ниле (фильм, 1978)
«Смерть на Ниле» (англ. Death on the Nile) — британский художественный фильм 1978 года, поставленный режиссёром Джоном Гиллермином по одноимённому роману Агаты Кристи, опубликованному в 1937 году.
Премии «Оскар» и BAFTA 1979 года за лучший дизайн костюмов (Энтони Пауэлл).
Первый из шести фильмов, в которых роль Эркюля Пуаро исполнил Питер Устинов.

## Сюжет
На пароходе, плывущем по Нилу, застрелена из «дерринджера» молодая миллионерша Линнет Риджуэй. Она совсем недавно вышла замуж за бедного дворянина Саймона Дойла и имела много врагов во главе со своей бывшей подругой Жаклин, которая раньше была помолвлена с Саймоном и познакомила их с Линнет, пытаясь устроить жениха на работу в её поместье. В смерти молодой женщины заинтересованы почти все пассажиры, среди которых и её личный поверенный в делах Пеннингтон. В числе подозреваемых оказывается даже хозяин парохода. Вскоре происходят ещё два убийства — горничной Луизы Бурже, пытавшейся шантажировать убийцу, и миссис Оттерборн, застреленной в тот момент, когда она хотела назвать имя убийцы Луизы.
За расследование этой запутанной истории берётся плывущий на том же корабле знаменитый бельгийский детектив Эркюль Пуаро, в очередной раз заявивший, что вышел на пенсию и хочет просто отдохнуть. Чтобы нейтрализовать Пуаро, ему в каюту даже подбрасывают кобру, но, несмотря ни на что, он блистательно распутывает эту загадку, разоблачив убийц, что предопределяет их трагический финал.

## Над фильмом работали
Актёрский состав
- Питер Устинов — Эркюль Пуаро
- Лоис Чайлз — Линнет Дойл
- Саймон Маккоркиндейл — Саймон Дойл
- Миа Фэрроу — Жаклин де Бельфор
- Джейн Биркин — Луиза Бурже
- Джордж Кеннеди — Эндрю Пеннингтон
- Бетт Дейвис — Мари ван Шёллер
- Мэгги Смит — мисс Бауэрс
- Анджела Лэнсбери — Саломея Оттерборн
- Оливия Хасси — Розали Оттерборн
- Дэвид Нивен — полковник Рейс
- Джон Финч — Джеймс Фергюсон
- Джек Уорден — доктор Людвиг Бесснер

В фильме снялись сразу 5 актёров, которые становились лауреатами премии «Оскар» — Питер Устинов (1960 и 1964), Джордж Кеннеди (1967), Бетт Дейвис (1935 и 1938), Мэгги Смит (1969 и 1978) и Дэвид Нивен (1958). Анджела Лэнсбери была удостоена почётного «Оскара».
Съёмочная группа
- Композитор: Нино Рота
- Оператор: Джек Кардифф
- Продюсеры: Джон Брабурн, Ричард Б. Гудвин
- Художник по костюмам: Энтони Пауэлл

## Награды
В 1979 году фильм был удостоен премий «Оскар» и BAFTA за лучший дизайн костюмов. Также номинации на премию BAFTA получили актёры Питер Устинов, Анджела Лэнсбери и Мэгги Смит. Лэнсбери получила премию Национального совета кинокритиков США за женскую роль второго плана

## Оценки
Фильм «Смерть на Ниле» получил по большей части положительные отзывы со стороны критиков — на сайте-агрегаторе Rotten Tomatoes фильм получил общий рейтинг 78 % на основании 18 рецензий. Фильм был назван «Отличным зрелищем, на которое приятно смотреть и которым легко наслаждаться» и «интересным для просмотра из-за звёздной команды актёров». В то же время некоторые рецензенты посчитали, что фильм уступает в сравнении с «Убийством в „Восточном экспрессе“» с Альбертом Финни в роли Пуаро.
Фильм собрал меньше денег, чем ожидалось — считалось, что он будет хорошо смотреться на волне успеха «Убийства в „Восточном экспрессе“» (1974), который был самым популярным британским фильмом к тому моменту. Но в итоге кассовые сборы составили всего 14,5 миллиона долларов (в США), что было меньше чем 25 миллионов долларов, собранных «Восточным экспрессом», вопреки похожему подбору экзотических локаций, команде прославленных актёров и большому количеству одобрительных отзывов.

## Фильмы с Питером Устиновым в роли Эркюля Пуаро
1. «Смерть на Ниле» 1978 года
2. «Зло под солнцем» 1982 года
3. «Тринадцать за столом» (ТВ) 1985 года
4. «Загадка мертвеца» (ТВ) 1986 года
5. «Убийство в трёх актах» (ТВ) 1986 года
6. «Свидание со смертью» 1988 года